# Cadulus scarabinoi
Cadulus scarabinoi är en blötdjursart som beskrevs av Steiner och Kabat 2004. Cadulus scarabinoi ingår i släktet Cadulus och familjen Gadilidae. Inga underarter finns listade i Catalogue of Life.